# Verbellatal

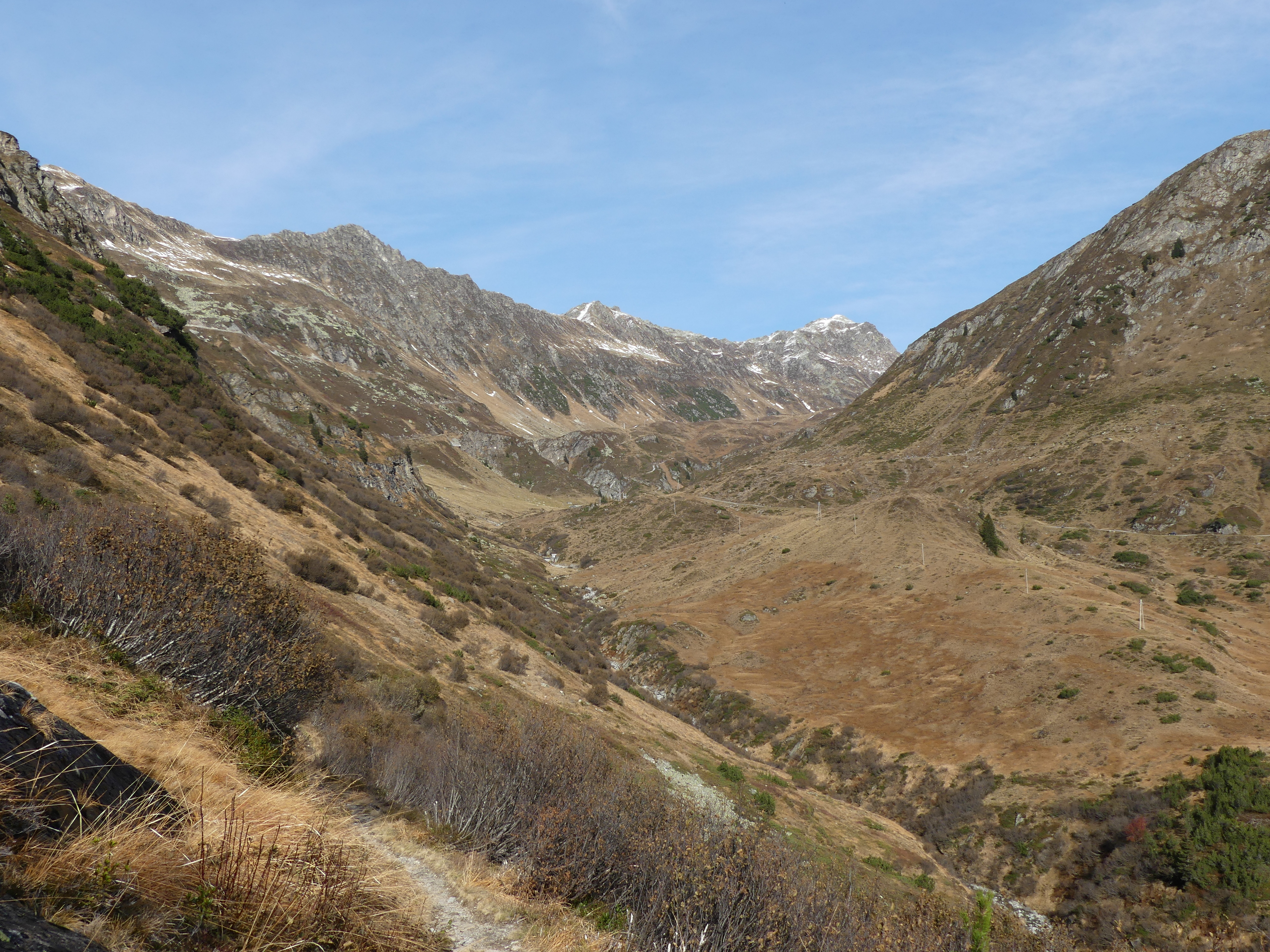
Blick ins Verbellatal

Das Verbellatal (früher auch Gaschurner Val(l)bell bzw. Vallabella) ist ein Tal im österreichischen Bundesland Vorarlberg und liegt am Talende des Montafons in Richtung Landesgrenze nach Tirol, die über das Verbellener Winterjöchle verläuft. Es liegt zur Gänze im Europaschutzgebiet Verwall.
Die Versalspitze liegt als massiver Gebirgsstock am Eingang zum Verbellatal. Südöstlich der Versalspitze beginnt das Verbellatal. Der Verbellabach entwässert das Verbellatal ins Ganifer.

## Wortbedeutung
Die Bezeichnung Verbellatal soll auf „Val bella“ (schönes Tal) zurückgehen und anzeigen, dass im Gemeindegebiet von Gaschurn-Partenen eine Erschließung durch die Rätoromanen erfolgte. Val bella ist einer der rund 415 rätoromanischen Flurnamen in Gaschurn-Partenen. Es fand eine sprachliche Verschiebung statt, da „Val“ bereits „Tal“ bedeutet und Verbellatal somit wörtlich übersetzt „schönes Tal“ bedeutet.

## Geschichte
Die wirtschaftliche Erschließung und temporäre Besiedelung des Tales erfolgte vermutlich über Galtür bzw. vom Kleinvermunttal ausgehend, über das Zeinisjoch. Ab etwa dem 14. Jahrhundert wurden die Rätoromanen verdrängt. Ab dem 16. Jahrhundert entwickelte sich die bisherige Alpe Tafamunt zum Maiensäss und die alpwirtschaftliche Bedeutung der Alpe Val bella verstärkte sich. Eigentümer des Maisässes Tafamunt waren teilweise auch Eigentümer der Alpe Val bella. Über die Wege, welche heute noch von Wanderern begangen und den Mountainbikern befahren werden, wurde vermutlich auch damals bereits die Alpe Val bella mit Vieh bestoßen.
Das Bündner Urkundenbuch dokumentiert bereits für das Jahr 1089 Alpen auf Zeinis, im Verbellatal, auf Vallüla und im Vermunt. Das Verbellatal wurde, wie Tafamunt, im Mittelalter intensiv landwirtschaftlich genutzt und erst ab der Mitte des vorigen Jahrhunderts wurde die landwirtschaftliche Nutzung reduziert. Es sind, vor allem am Eingang des Verbellatals zahlreiche Reste verfallener Heubargen, Ent- und Bewässerungsgräben, Lesesteinmauern und Lesesteinhaufen anzufinden.
Die Alpe Verbella wird von der Agrargemeinschaft Alpe Verbella (Sitz: Partenen) auf einer Fläche von 964,23 ha bewirtschaftet.

## Bergbau
Im Verbellatal ist in früher Zeit nach Metallen gegraben worden. Darauf sollen Flurnamen wie Außerganifer und Innerganifer hinweisen (griechisch-lateinisches Suffix fer deutet auf Eisen, lateinisch ferrum, hin). Es wird vermutet, dass auch Kupfer abgebaut wurde.

## Wandern, Mountainbike

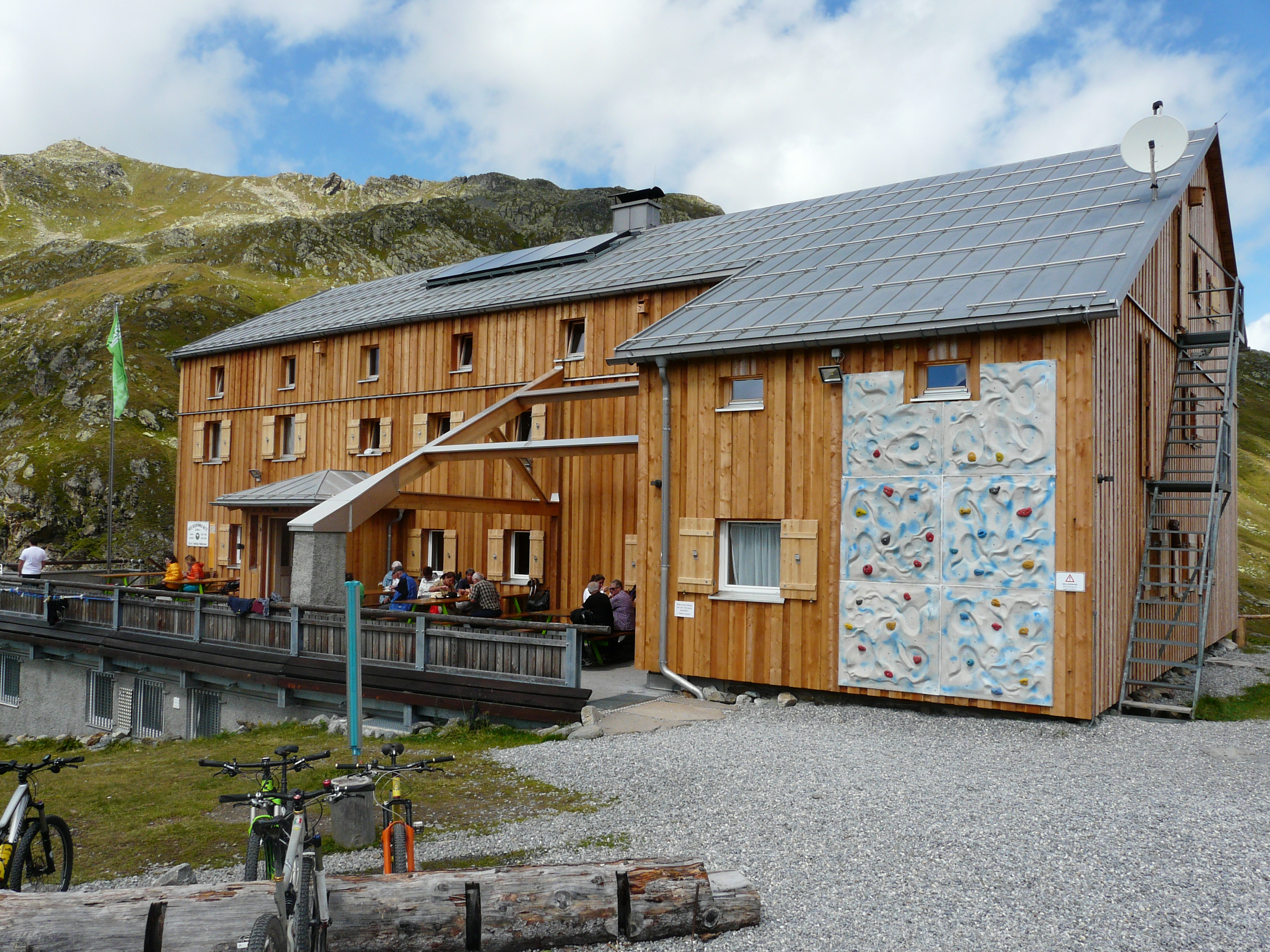
Heilbronner Hütte

Von der Zwischenstation der Tafamuntbahn (1530 m ü. A.) zum Wiegensee (1940 m ü. A., Hochmoore), durch das Verbellatal zur Verbellaalpe (1938 m ü. A.) und am Stausee Kops (1809 m ü. A.) vorbei in ca. 4 ½ Std. zum Zeinisjoch (1842 m ü. A.). Rückfahrt ist mit dem Bus möglich.

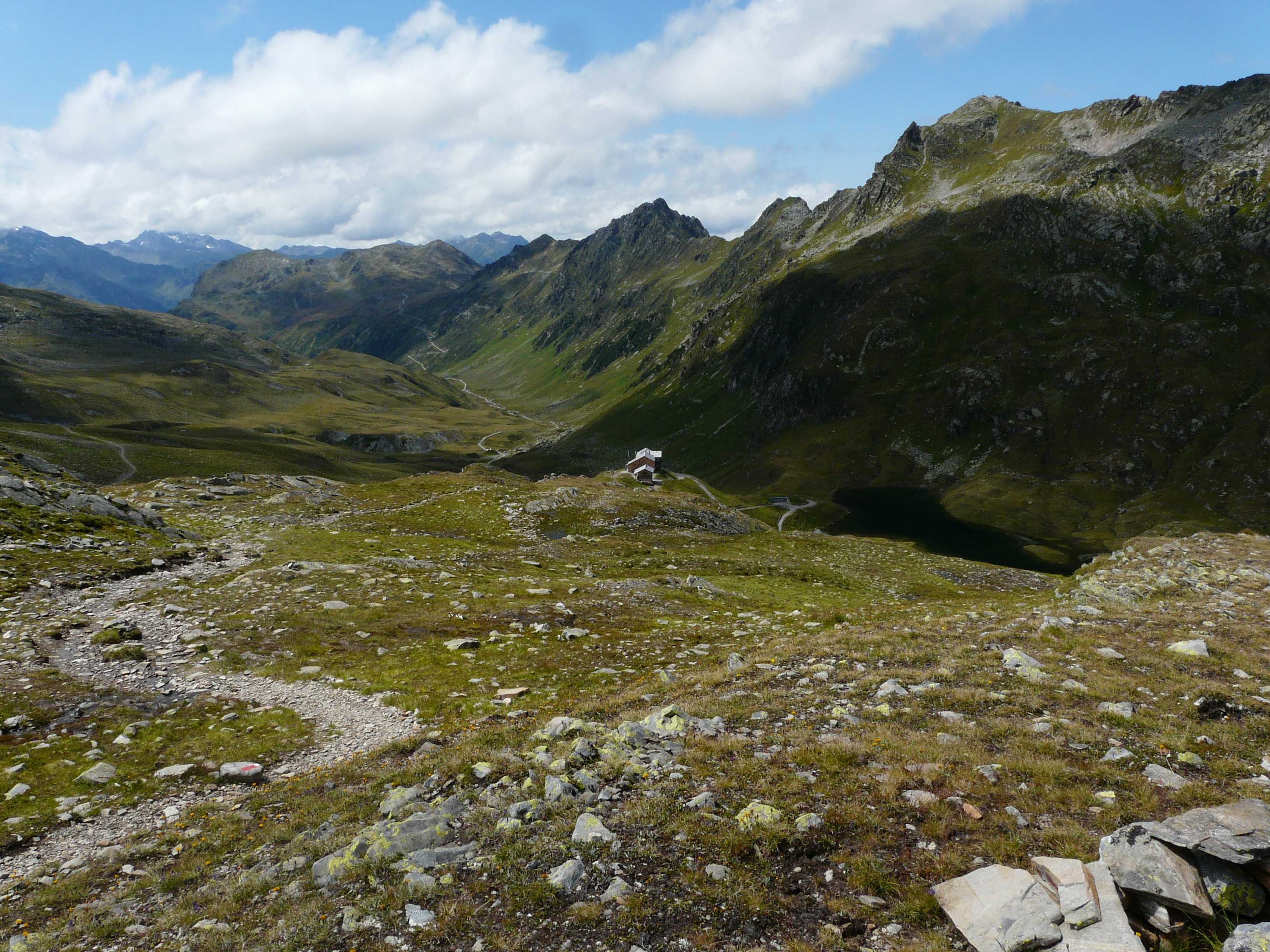
Verbellatal mit Heilbronner Hütte

Durch das Verbellatal gelangt man auch zur Heilbronner Hütte entlang des Wormser Höhenwegs.
Die Route durch das Verbellatal ist eine gut frequentierte Mountainbikestrecke.